# Ghazi Hamad
Ghazi Hamad, född 1964 i flyktinglägret Yibna i Gaza, är en palestinsk politiker och Hamasledare i Gaza.
Ghazi Hamad har studerat veterinärmedicin i Sudan och tagit en kandidatexamen. Han har varit medlem i Hamas sedan 1990-talet och har bland annat varit chefredaktör för Hamas veckotidskrift Ar-Risala.
Han har varit fängslad fem år av Palestinska myndigheten och fem år av Israels ockupationsmyndighet för samröre med Hamas.  
Under många år upprätthöll Hamad en inoffciell dialogkontakt med den israeliske fredsaktivisten Gershon Baskin. Denna inofficiella kontakt banade väg för fångutväxlingen 2011 mellan Israel och Hamas, som inkluderade frisläppandet av den israeliske soldaten Gilad Shalit.